# 朴頭山石刻
朴頭山石刻位於四川省理縣，文物遺址年代判定為隋唐。2004年增補為第六批四川省文物保護單位。